# Жду и надеюсь
«Жду и надеюсь» — военная драма режиссёра Сурена Шахбазяна 1980 года. Производство: Киностудия им. А. Довженко.

## Сюжет
Фильм повествует о событиях 1942 года во времена Великой Отечественной войны. Отряд партизан, попавший в окружение вражеских войск в Полесье, пытается дезориентировать врага, чтобы выжить…

## В ролях
- Олег Меньшиков — Шурка Домок (дебют в кино)
- Лесь Сердюк — Павло
- Виктор Уральский
- Николай Скоробогатов
- Наталья Сумская — радистка Вера
- Борис Новиков — однорукий дед
- Виктор Мирошниченко — Сычужный
- Нина Антонова
- Михаил Игнатов — эпизод
- Татьяна Антонова

## Съёмочная группа
- Режиссёр и оператор — Сурен Шахбазян
- Сценарист — Виктор Смирнов
- Композитор — Гия Канчели